# Guillaume Bouche
Pour les articles homonymes, voir Bouche (homonymie).
Pas d'image ? Cliquez ici

a Compétitions nationales et continentales officielles uniquement.

b Matchs officiels uniquement.
Dernière mise à jour le 21 mai 2025.
Guillaume Bouche, né le 18 janvier 2000 à Pessac, est un joueur français de rugby à XV et à sept qui évolue principalement au poste d'ailier.

## Biographie
Né à Pessac, Guillaume Bouche est formé à l'école de rugby de Léognan Rugby à partir de 2005. En 2014, il reste en Gironde mais quitte Léognan pour Langon, rejoignant le club du Stade langonnais.
Il intègre l'équipe première lors de la saison 2018-2019, où il se révèle sur les terrains de Fédérale 1, tout en participant au championnat espoirs.
En 2019, il intègre l'équipe espoirs de l'Aviron bayonnais. Après une première participation au Supersevens sous le maillot bayonnais, compétition de rugby à sept opposant notamment les représentants des équipes de Top 14, il prend part à la deuxième édition, cette fois dans le groupe des Barbarians français avec lequel il dispute l'étape de La Rochelle ; il est rappelé à l'automne pour l'étape finale, à l'issue de laquelle les Baa-Baas s'imposent. Sous le maillot de l'Aviron bayonnais, bien qu'il évolue principalement en championnat espoirs, il joue son premier match professionnel cette saison, titularisé le 3 mars lors du déplacement sur le terrain de Provence Rugby, en Pro D2.
Pour le reste de la saison, il est appelé à porter le maillot de l'équipe de France de rugby à sept, disputant quatre tournois de la série mondiale, au poste d'ailier, après de premiers pas à l'automne avec le groupe « développement ». À l'occasion de l'étape de Toulouse, Bouche et l'équipe de France remportent la médaille de bronze devant le public français.
Il signe à l'intersaison 2022 un contrat d'une année plus une optionnelle avec l'Union sportive dacquoise, évoluant alors en Nationale. Après une première saison conclue par une montée en Pro D2, participant à la finale concédée contre le Valence Romans DR, son contrat est reconverti pour une durée de deux années. Au mois de septembre, il est mis à disposition de l'Aviron bayonnais pour l'étape de Pau du Supersevens 2023. Il participe à l'édition suivante sous les couleurs des Barbarians français, avec lesquels il est sacré vainqueur de l'étape finale,. Sous les couleurs dacquoises, évoluant à son poste de formation en tant qu'ailier, il est également positionné en tant qu'arrière à partir de la deuxième moitié de la saison 2024-2025.
Avant le terme de cette saison, son contrat n'est pas renouvelé ; il s'engage alors avec le SO Chambéry, pensionnaire de Nationale, pour une durée de deux années. Avant l'ouverture de la saison 2025-2026, il est appelé dans le groupe de l'équipe de France de rugby à sept dans le cadre des deux étapes du championnat d'Europe 2025, ; les Bleus remportent les deux étapes de Makarska et de Hambourg et sont sacrés champions d'Europe.

## Palmarès

### En club
- Supersevens :
  - Vainqueur : 2021 et 2024 avec les Barbarians français.
- Championnat de France de Nationale :
  - Vice-champion : 2023 avec l'US Dax.

### En équipe nationale
- Série mondiale de rugby à sept :
  - Tournoi de France :
    - Troisième : 2022.
- Championnat d'Europe de rugby à sept :
  - Champion : 2025.